# Amastus deinella
Amastus deinella là một loài bướm đêm thuộc phân họ Arctiinae, họ Erebidae.